# Bacchisa rigida
Bacchisa rigida là một loài bọ cánh cứng trong họ Cerambycidae.